# Вайнгем (Вірджинія)
Вайнгем (англ. Wyndham) — переписна місцевість (CDP) в США, в окрузі Генрайко штату Вірджинія. Населення — 11 087 осіб (2020).

## Географія
Вайнгем розташований за координатами 37°41′31″ пн. ш. 77°36′40″ зх. д. / 37.69194° пн. ш. 77.61111° зх. д. (37.692080, -77.611044).  За даними Бюро перепису населення США в 2010 році переписна місцевість мала площу 9,53 км², з яких 9,46 км² — суходіл та 0,06 км² — водойми.

## Демографія
Згідно з переписом 2010 року, у переписній місцевості мешкало 9785 осіб у 3162 домогосподарствах у складі 2721 родини. Густота населення становила 1027 осіб/км².  Було 3266 помешкань (343/км²).
Расовий склад населення:
| - 81,0 % — білих - 14,1 % — азіатів - 3,0 % — чорних або афроамериканців - 0,2 % — корінних американців |

До двох чи більше рас належало 1,6 %. Частка іспаномовних становила 1,8 % від усіх жителів.
За віковим діапазоном населення розподілялося таким чином: 35,6 % — особи молодші 18 років, 57,4 % — особи у віці 18—64 років, 7,0 % — особи у віці 65 років та старші. Медіана віку мешканця становила 38,0 року. На 100 осіб жіночої статі у переписній місцевості припадало 95,6 чоловіків;  на 100 жінок у віці від 18 років та старших — 93,5 чоловіків також старших 18 років.
Середній дохід на одне домашнє господарство  становив 155 072 долари США (медіана — 138 613), а середній дохід на одну сім'ю — 162 761 долар (медіана — 143 278). За межею бідності перебувало 0,6 % осіб, у тому числі 0,0 % дітей у віці до 18 років та 0,0 % осіб у віці 65 років та старших.
Цивільне працевлаштоване населення становило 4654 особи. Основні галузі зайнятості: освіта, охорона здоров'я та соціальна допомога — 22,5 %, фінанси, страхування та нерухомість — 20,0 %, науковці, спеціалісти, менеджери — 16,3 %.